# Farley (Staffordshire)
Farley – wieś i civil parish w Anglii, w Staffordshire, w dystrykcie Staffordshire Moorlands. W 2011 civil parish liczyła 151 mieszkańców. Farley jest wspomniana w Domesday Book (1086) jako Fernelege.